# Rafinha
Márcio Rafael Ferreira de Souza (Londrina, 7. rujna 1985.), poznatiji kao Rafinha, brazilski je nogometaš koji igra na poziciji desnog beka. Trenutačno igra za Coritibu. Igrao je najduže za minhenski Bayern u Bundesligi.
Njegovo ime prevedeno na hrvatski znači 'Mali Rafa'.

## Nagrade i uspjesi
FC Bayern München
- Bundesliga: 2012./13., 2013./14.
- Njemački kup: 2012./13.
- UEFA Liga prvaka: 2012./13.
- UEFA Superkup: 2013.
- FIFA Svjetsko klupsko prvenstvo: 2013.

## Vanjske poveznice
- Službena stranica  Arhivirana inačica izvorne stranice od 11. prosinca 2013. (Wayback Machine)